# Bellagio (gemeente)
Bellagio is een gemeente in de Italiaanse provincie Como (regio Lombardije) en telt ongeveer 3.700 inwoners. De oppervlakte bedraagt 31,7 km². In januari 2014 fuseerde de gemeente met Civenna.
De plaats is een toeristische attractie. Aan de rand van het meer liggen statige gebouwen, nu restaurants met terrassen direct aan het water, en steile steegjes voeren stapsgewijs naar de hoger gelegen Romaanse San-Giacomo kerk.
In Villa Melzi verbleef de Hongaarse componist Franz Liszt enige tijd met zijn geliefde, gravin d’Agoult (1837). In de kleine Arabische tempel, die nu nog aan de rand van het meer staat, componeerde hij enkele pianostukken.

## Geografie
Bellagio grenst aan de volgende gemeenten: Griante, Lezzeno, Magreglio, Oliveto Lario (LC), Sormano, Tremezzina, Varenna (LC), Veleso en Zelbio.

## Demografie
Bellagio telt ongeveer 1336 huishoudens. Het aantal inwoners daalde in de periode 1991-2001 met 2,1% volgens cijfers uit de tienjaarlijkse volkstellingen van ISTAT.
| Jaar | Inwoneraantal |
| ---- | ------------- |
| 1991 | 3012          |
| 2001 | 2949          |

## Trivia
Het avontuur Camarilla van de stripreeks Lefranc speelt zich voor een belangrijk deel af in Bellagio en het bijbehorende San Giovanni.

## Geboren
- Cosima Wagner (1837-1930), dochter van de componist Franz Liszt

## Overleden
- Filippo Marinetti (1876-1944), oprichter en voorman van het Italiaanse futurisme

## Afbeeldingen

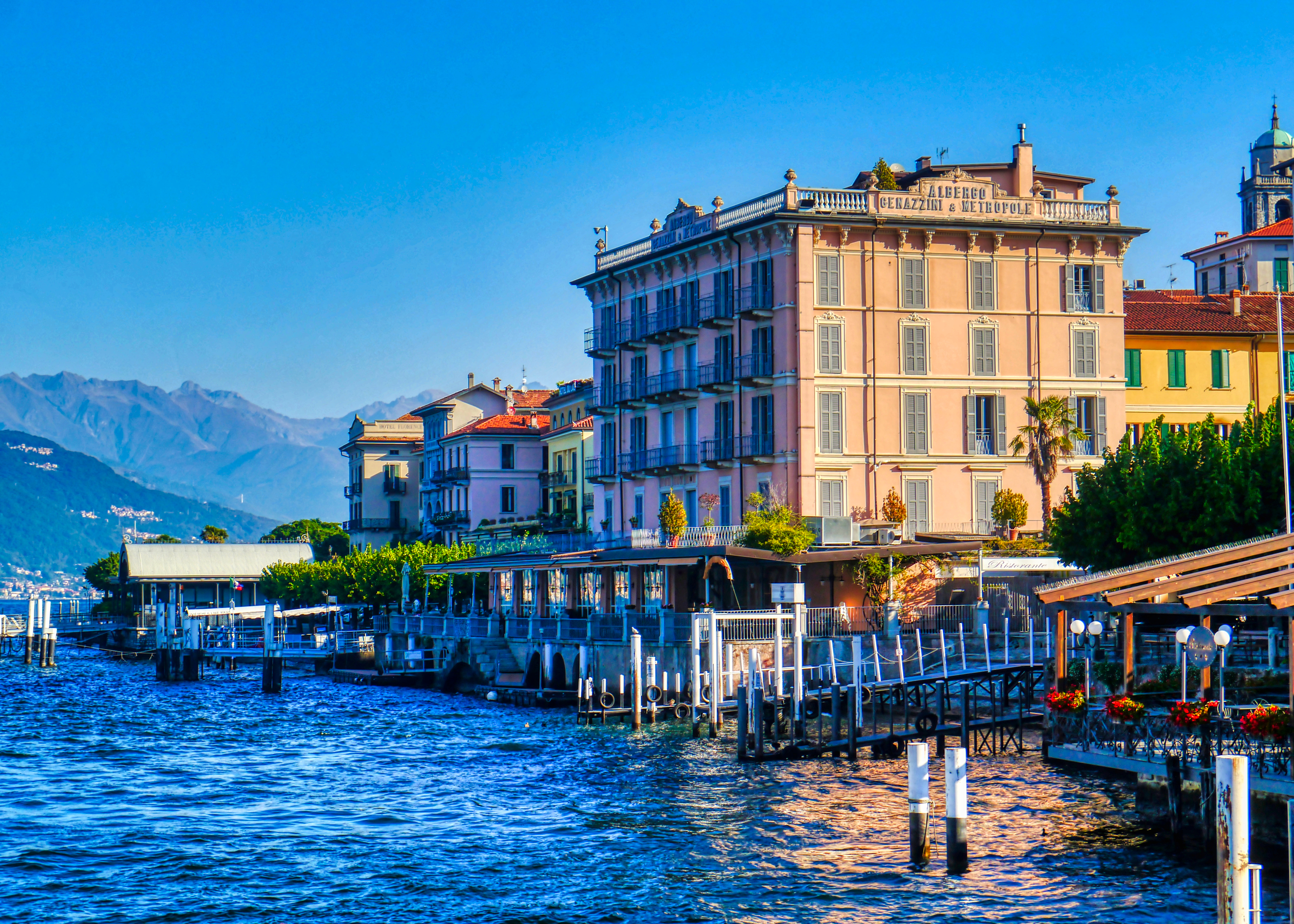
Het waterfront van Bellagio
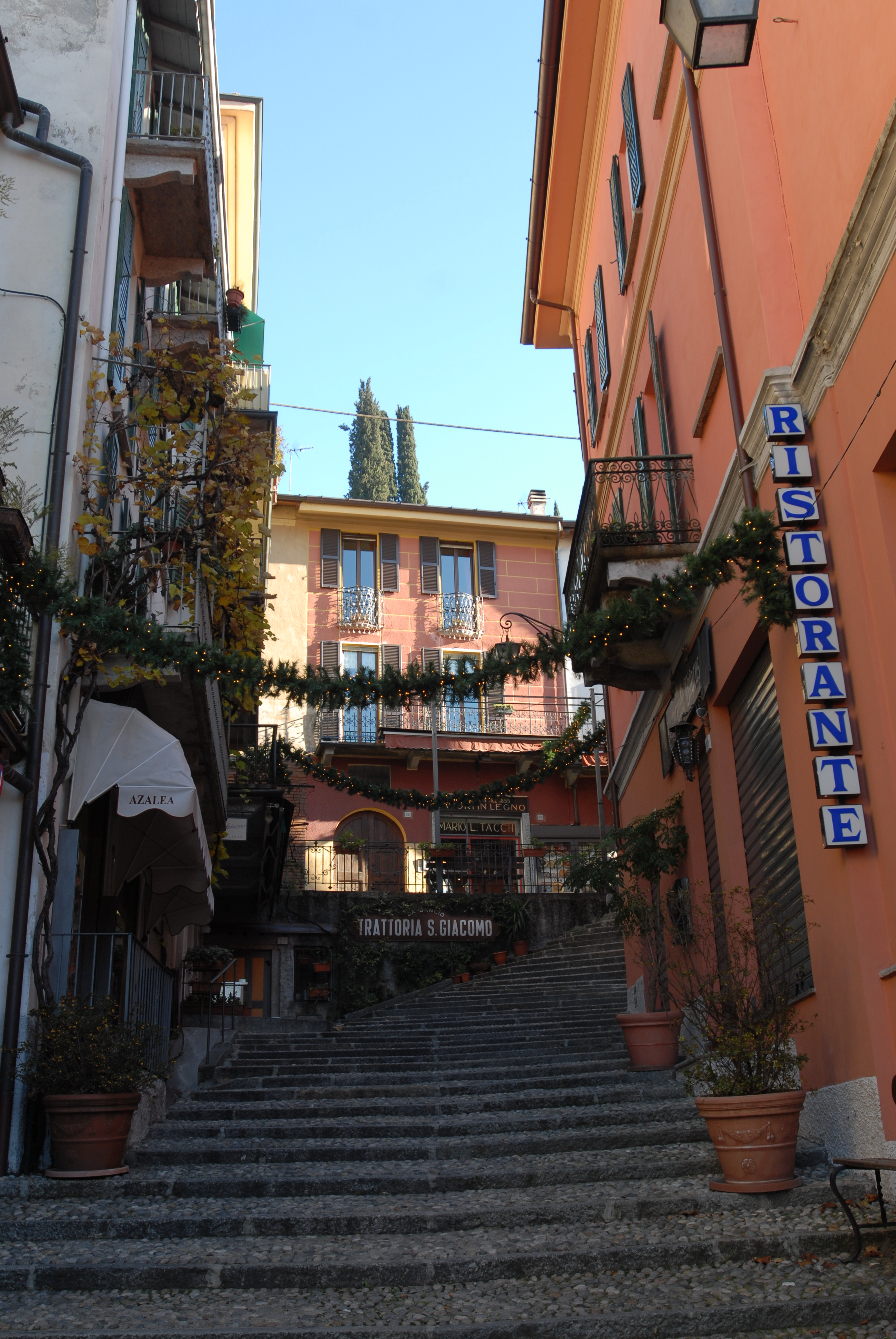
Een van de steegjes
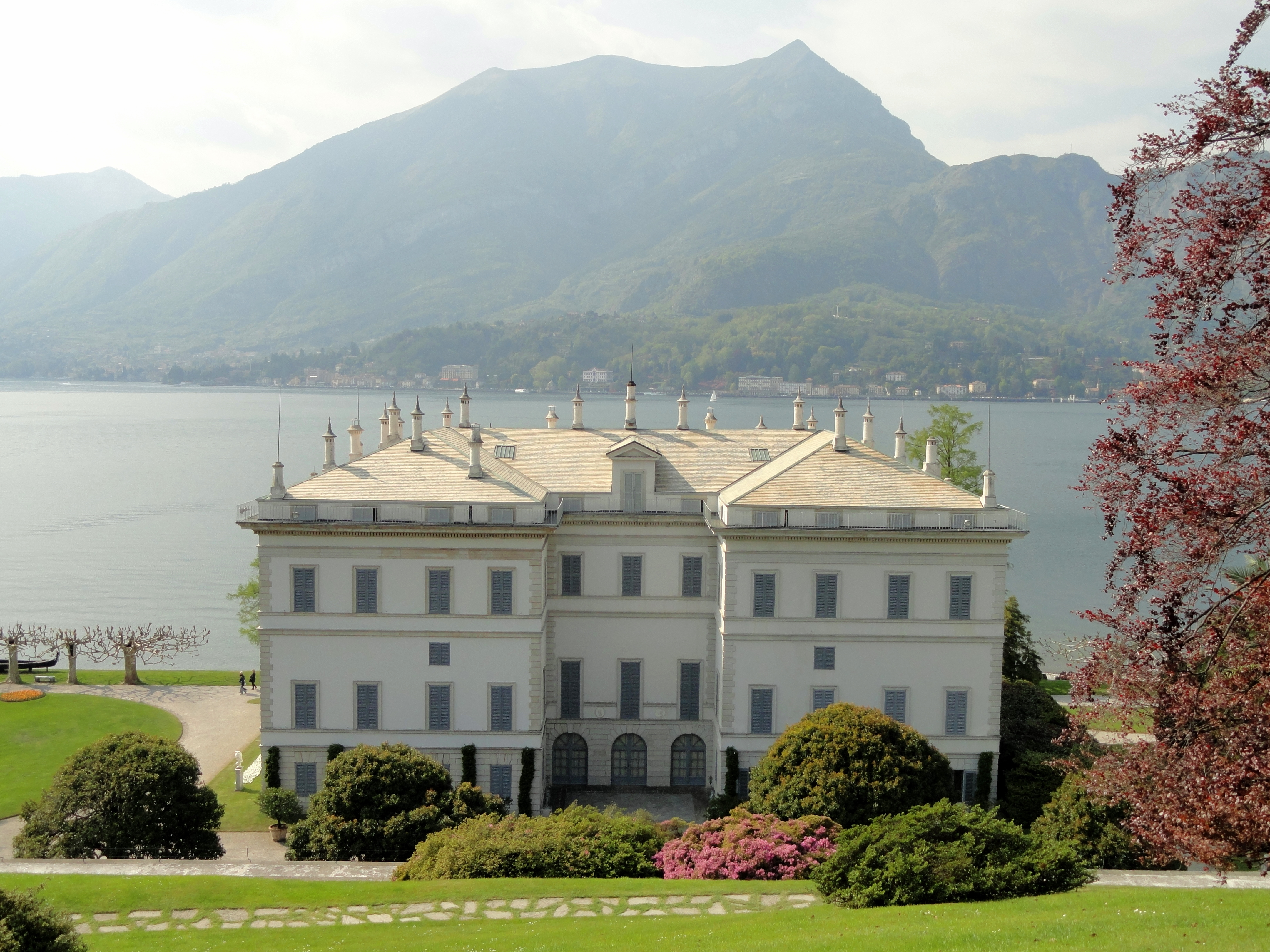
Villa Melzi
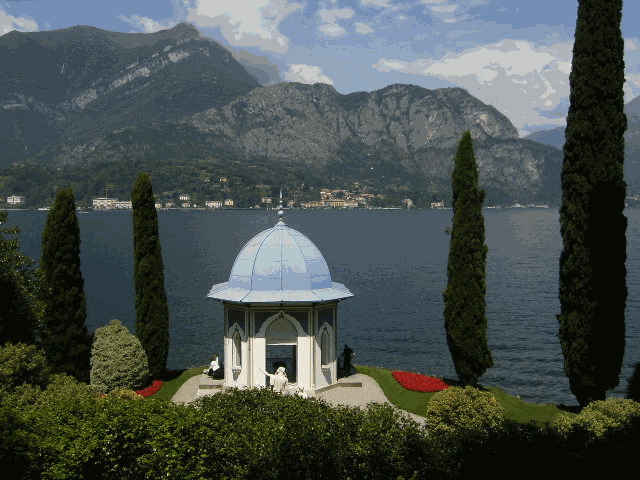
Tuinhuis bij Villa Melzi

Albavilla · Albese con Cassano · Albiolo · Alserio · Alta Valle Intelvi · Alzate Brianza · Anzano del Parco · Appiano Gentile · Argegno · Arosio · Asso · Barni · Bellagio · Bene Lario · Beregazzo con Figliaro · Binago · Bizzarone · Blessagno · Blevio · Bregnano · Brenna · Brienno · Brunate · Bulgarograsso · Cabiate · Cadorago · Caglio · Cagno · Campione d'Italia · Cantù · Canzo · Capiago Intimiano · Carate Urio · Carbonate · Carimate · Carlazzo · Carugo · Caslino d'Erba · Casnate con Bernate · Cassina Rizzardi · Castelmarte · Castelnuovo Bozzente · Cavallasca · Cavargna · Centro Valle Intelvi · Cerano d'Intelvi · Cermenate · Cernobbio · Cirimido · Claino con Osteno · Colonno · Colverde · Como · Corrido · Cremia · Cucciago · Cusino · Dizzasco · Domaso · Dongo · Dosso del Liro · Erba · Eupilio · Faggeto Lario · Faloppio · Fenegrò · Figino Serenza · Fino Mornasco · Garzeno · Gera Lario · Grandate · Grandola ed Uniti · Gravedona ed Uniti · Griante · Guanzate · Inverigo · Laglio · Laino · Lambrugo · Lanzo d'Intelvi · Lasnigo · Lezzeno · Limido Comasco · Lipomo · Livo · Locate Varesino · Lomazzo · Longone al Segrino · Luisago · Lurago Marinone · Lurago d'Erba · Lurate Caccivio · Magreglio · Mariano Comense · Maslianico · Menaggio · Merone · Moltrasio · Monguzzo · Montano Lucino · Montemezzo · Montorfano · Mozzate · Musso · Nesso · Novedrate · Olgiate Comasco · Oltrona di San Mamette · Orsenigo · Peglio · Pianello del Lario · Pigra · Plesio · Pognana Lario · Ponna · Ponte Lambro · Porlezza · Proserpio · Pusiano · Rezzago · Rodero · Ronago · Rovellasca · Rovello Porro · Sala Comacina · San Bartolomeo Val Cavargna · San Fermo della Battaglia · San Nazzaro Val Cavargna · San Siro · Schignano · Senna Comasco · Solbiate · Sorico · Sormano · Stazzona · Tavernerio · Torno · Tremezzina · Trezzone · Turate · Uggiate-Trevano · Val Rezzo · Valbrona · Valmorea · Valsolda · Veleso · Veniano · Vercana · Vertemate con Minoprio · Villa Guardia · Zelbio
Altea · Bad Kötzting · Bellagio · Bundoran · Chojna · Granville · Holstebro · Houffalize · Judenburg · Karkkila · Kőszeg · Meerssen · Niederanven · Oxelösund · Preveza · Rovinj · Sesimbra · Sherborne · Sigulda · Sušice · Türi